# Katrin Schultheis et Sandra Sprinkmeier
 (février 2012).
Si vous disposez d'ouvrages ou d'articles de référence ou si vous connaissez des sites web de qualité traitant du thème abordé ici, merci de compléter l'article en donnant les références utiles à sa vérifiabilité et en les liant à la section « Notes et références ».
Katrin Schultheis et Sandra Sprinkmeier forment un duo de cyclisme artistique allemand.

## Historique
Depuis 2007, elles sont les championnes du monde en titre dans la catégorie féminine du vélo artistique à deux. Elles ont défendu avec succès le titre en 2008 et 2009. En 2010, elles furent vice-championnes et ont  reconquis leur titre de championnes du monde en 2011.
Elles gardaient le record du monde jusque fin 2007 avec 316,39 points. Celui-ci a été conservé en 2008 avec un règlement valable de l'union cycliste internationale[réf. nécessaire].
Le duo a commencé dans l'association sportive de cyclisme RV Mainz-Ebersheim. Ses lieux principaux d'entrainement sont Ebersheim et Wörrstadt ainsi que Klein-Winternheim et Mainz-Hechtsheim. 
Katrin Schultheis
Katrin Schultheis est née le 25 janvier 1984 à Mayence. Elle est vice-présidente de l'association Rheinhessen du cyclisme et est physiothérapeute de métier.

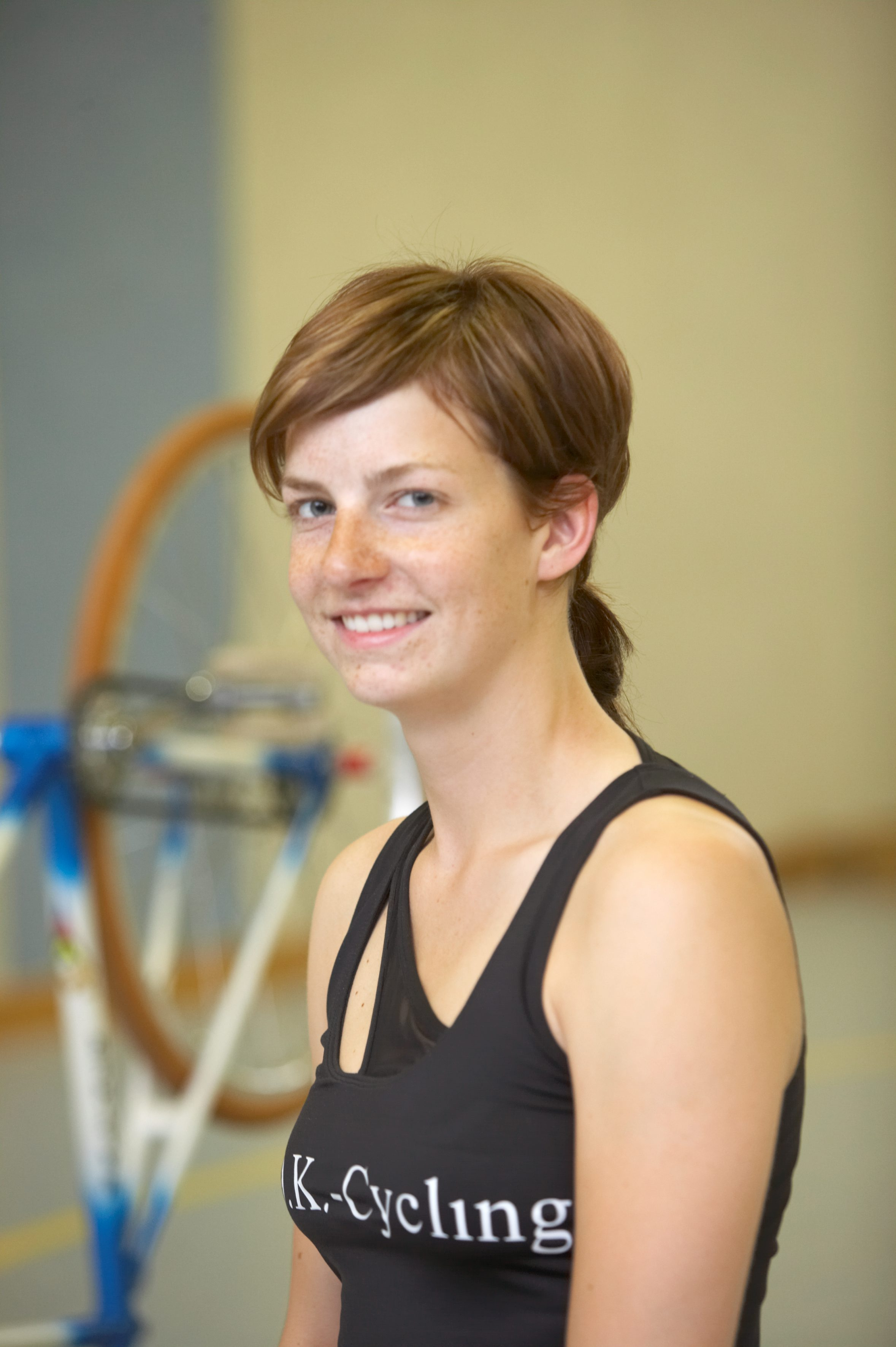
Katrin Schultheis (2006)
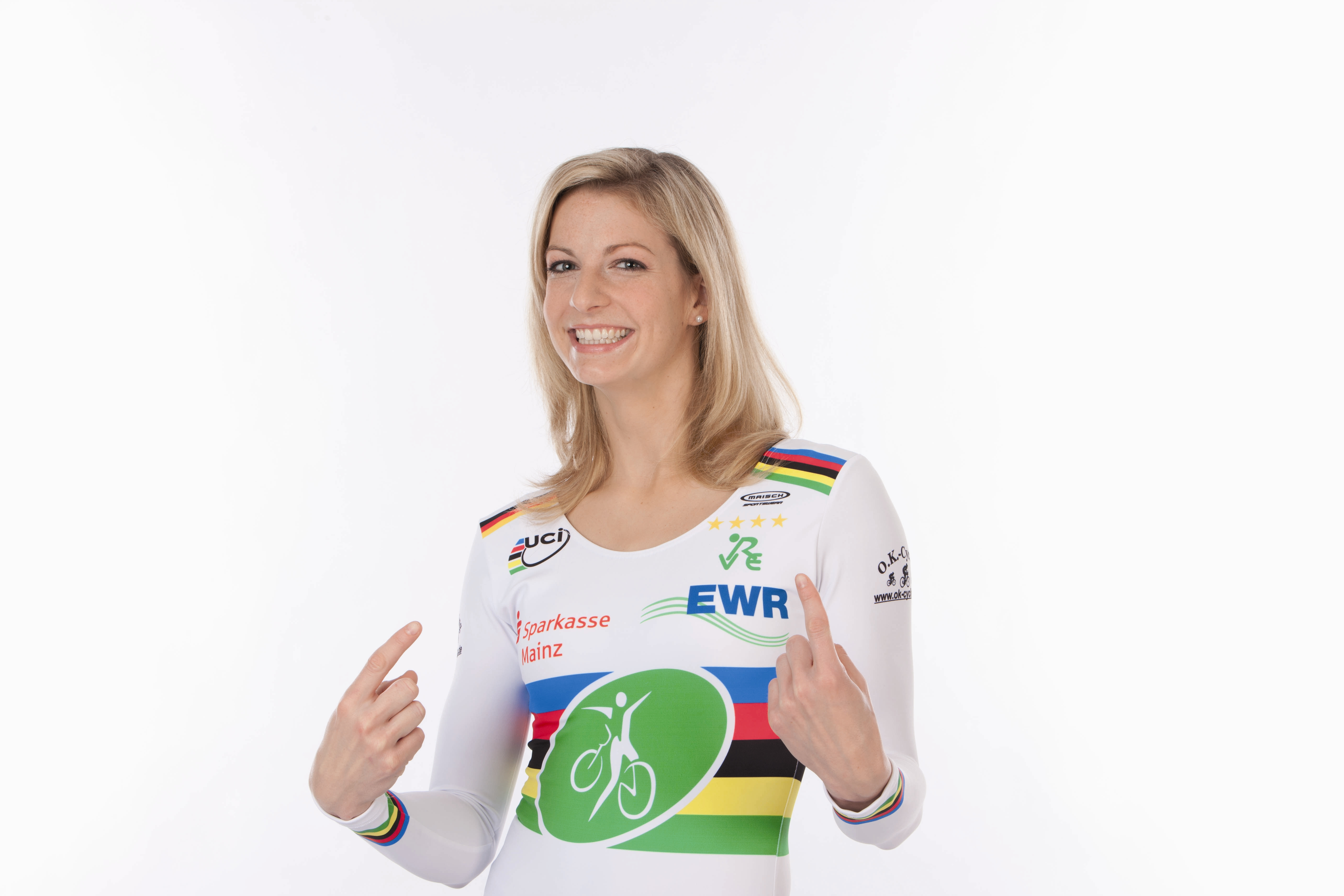
Katrin Schultheis (2011)

Sandra Sprinkmeier
Sandra Sprinkmeier est née le 31 mai 1984 à Mayence et étudie le professorat de sport et les mathématiques.

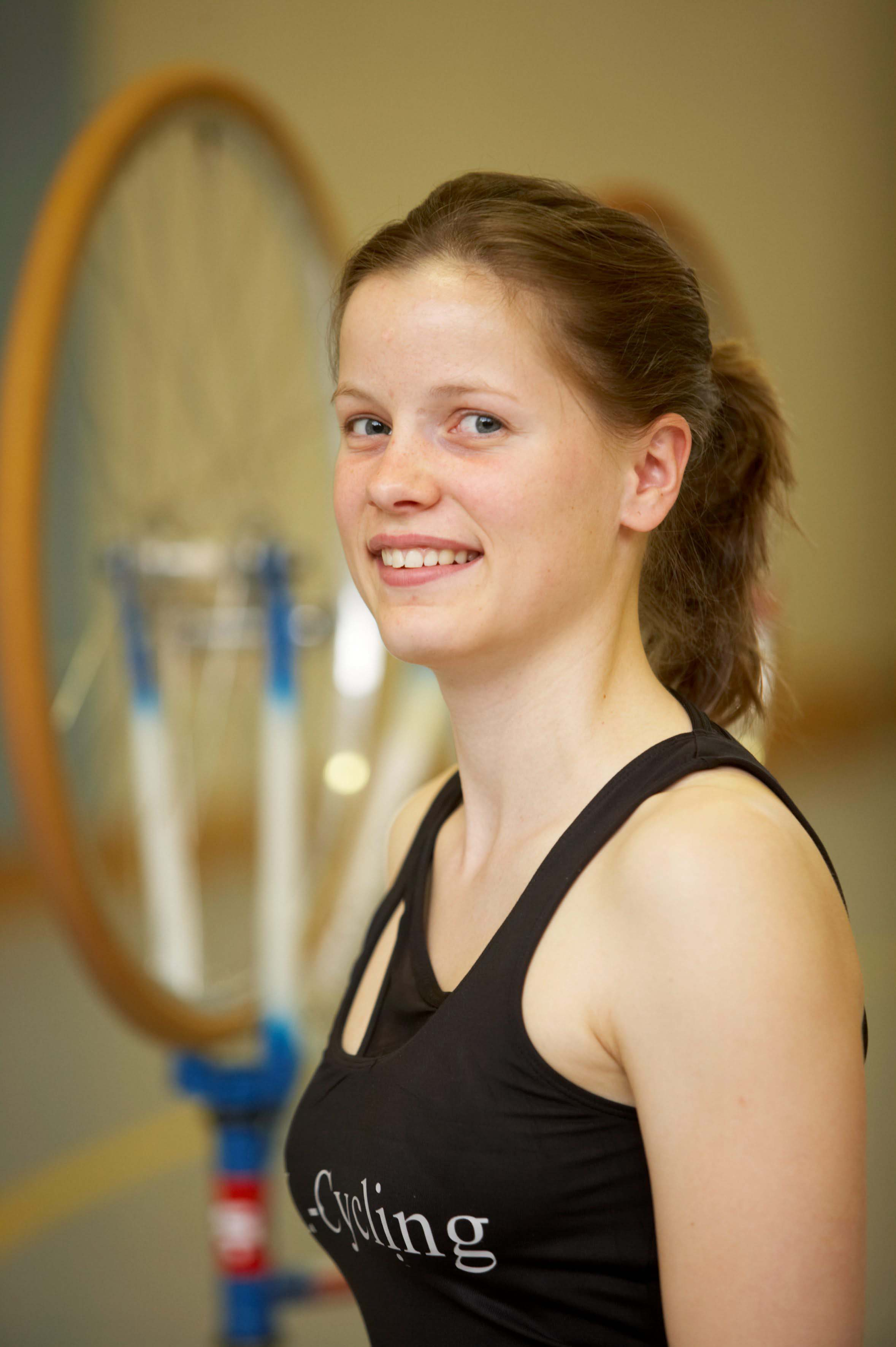
Sandra Sprinkmeier (2006)
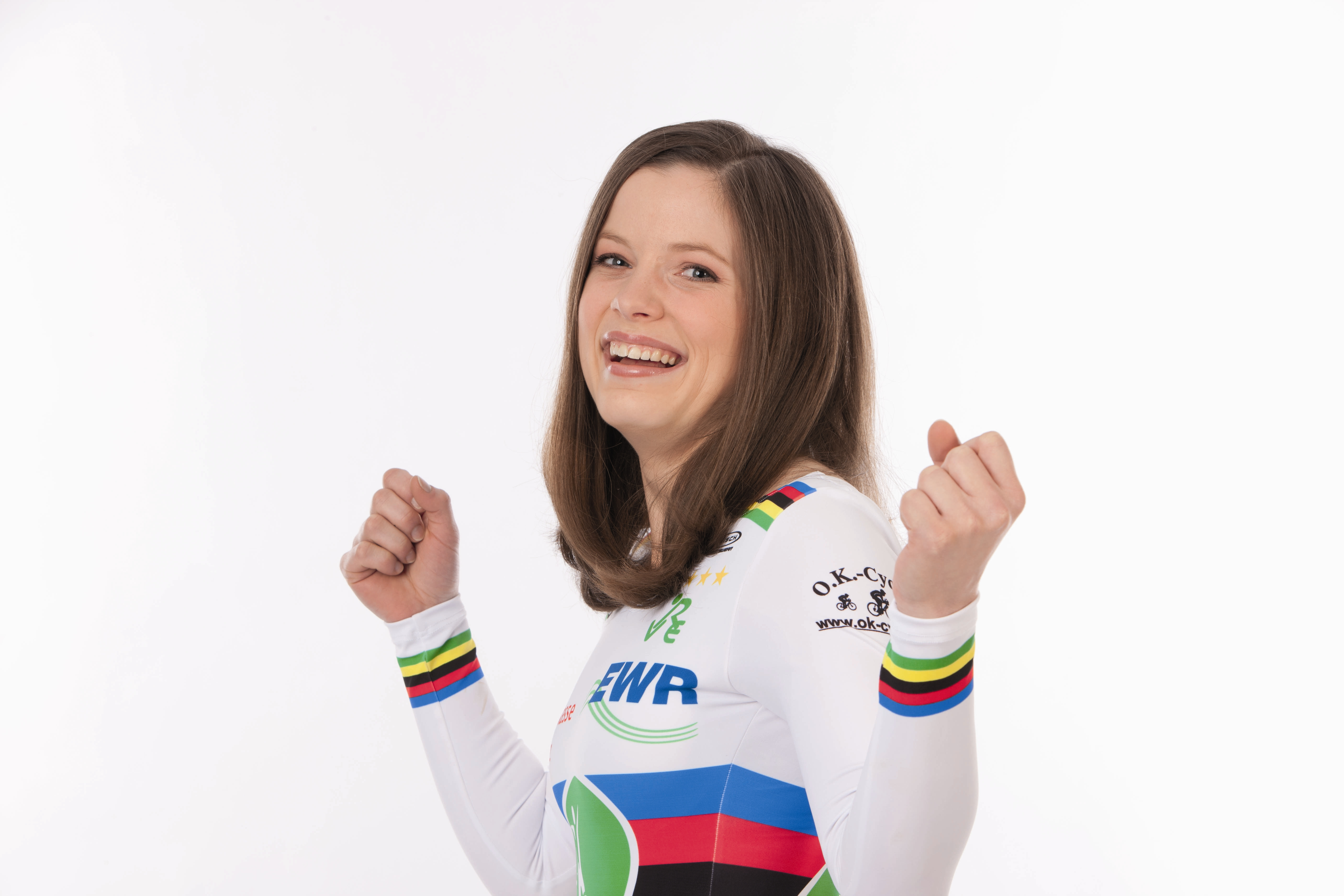
Sandra Sprinkmeier (2011)

## Palmarès

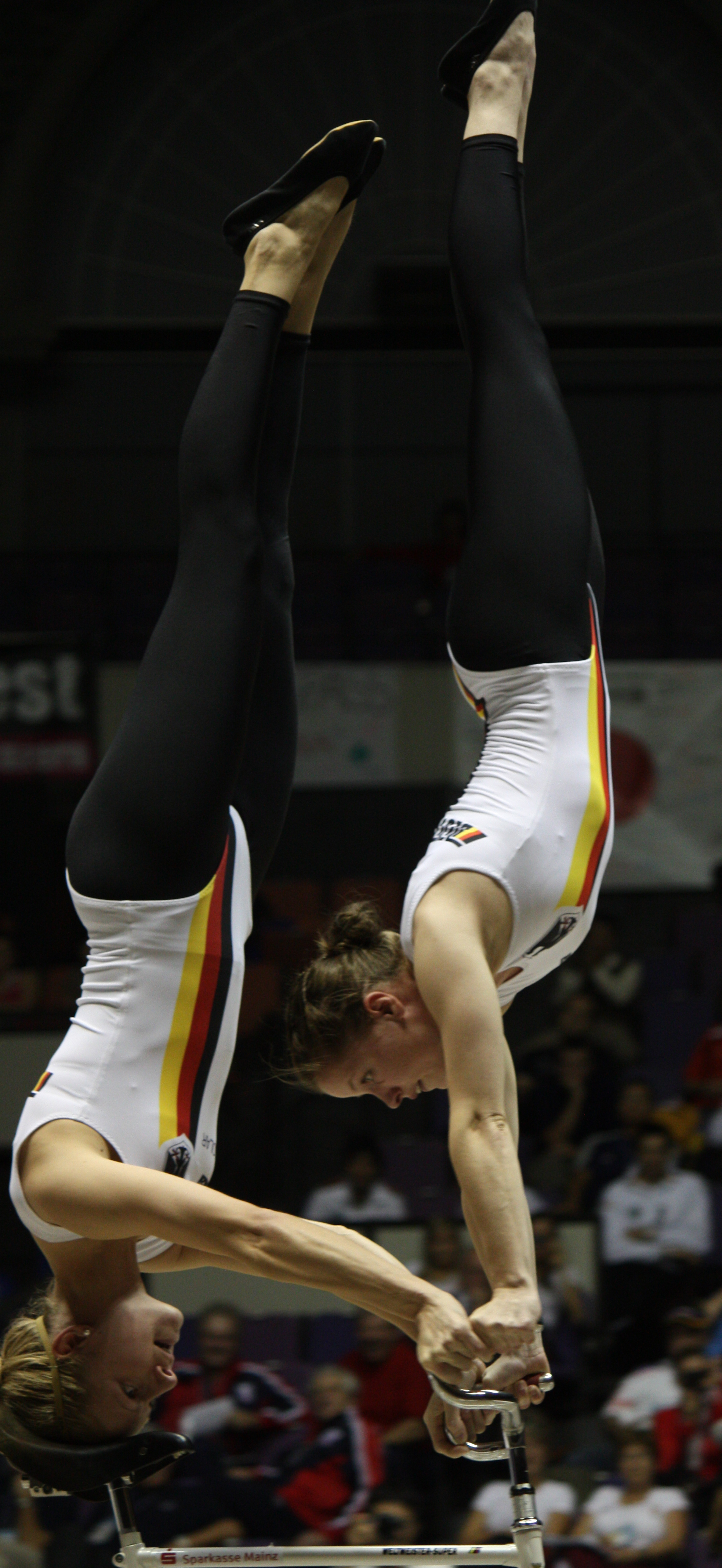
championnat du monde 2011

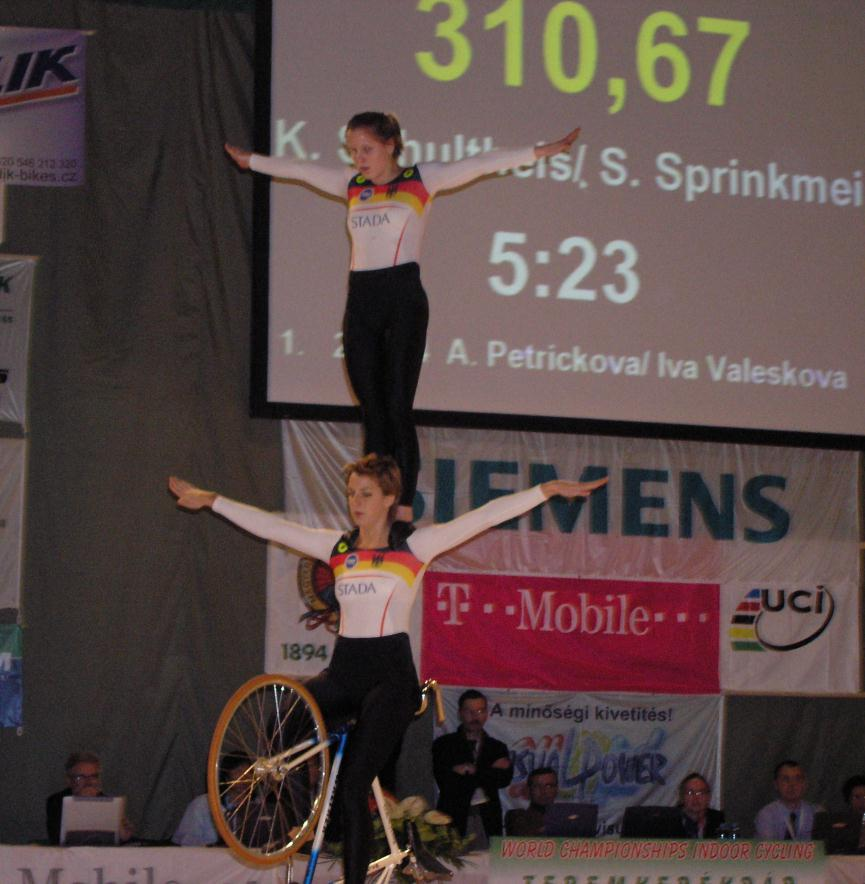
championnat du monde 2004

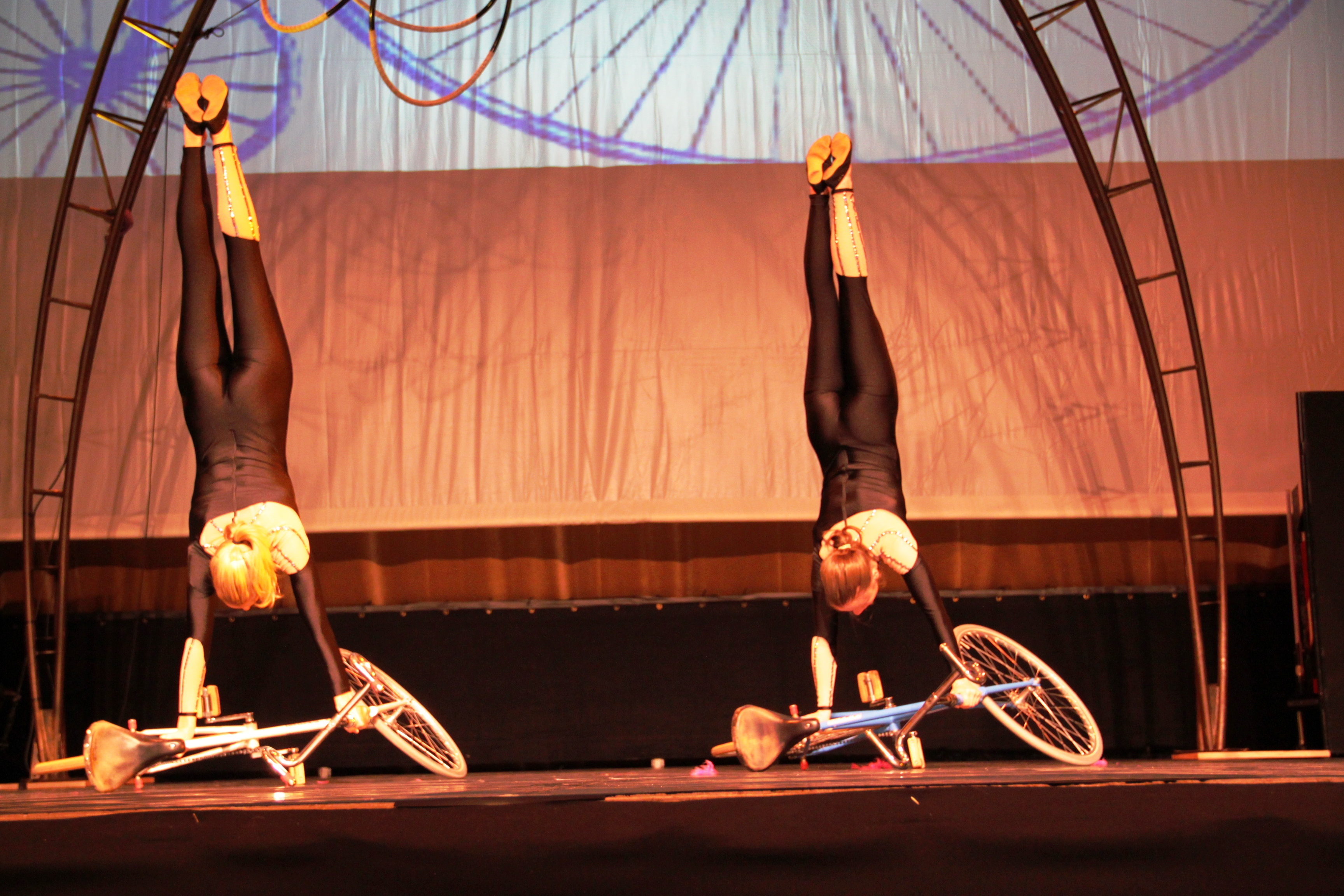
programme de gala

2012
 Championnes du monde au championnat du monde de cyclisme artistique  à Aschaffenburg
- Championnes d'Allemagne
- Vainqueurs du German Masters

2011
 Championnes du monde au championnat du monde de cyclisme artistique au Japon à Kagoshima. 
- Vainqueurs du German Masters
- Amélioration du record du monde avec 160,43 points ; elles ont ainsi explosé le palier féminin des 160 points
- Vainqueurs de la coupe internationale de Rheinhessen
- Coupe de cyclisme artistique de Worms.

2010
- Vice-championnes du monde
- Vainqueurs de la finale du German Masters
- Amélioration du record du monde avec 156,33 points
- Vice-championnes d'Allemagne.

2009
 Championnes du monde au championnat du monde de cyclisme artistique au Portugal à Tavira
- Amélioration du record du monde avec 150,75 points
- Championnes d'Allemagne.